# Alpha Bocar Nafo
Alfa Bocar Nafo est un homme politique malien, ministre de l’Énergie, de l’Eau et de l'Environnement.

## Biographie
Diplômé de l’École nationale d’administration (ENA) du Mali, du Centre d’études économiques, financières et bancaires de Paris (1971-1973) et de l’Université de Santa Clara, aux États-Unis (1976-1978), il a été successivement Directeur de la Banque Régionale de Solidarité, chef des opérations (Afrique sub-saharienne) à la Banque islamique de développement, directeur général de la Banque de développement du Tchad et directeur de l’exploitation et des agences à la Banque malienne de crédits et de dépôts (BMCD).
Il est Officier du mérite national du Tchad et Chevalier de l’ordre national du Mali.